# 葉卡捷琳娜·馮·恩格爾哈特
葉卡捷琳娜·馮·恩格爾哈特（Yekaterina von Engelhardt，1761年—1829年）是一位俄羅斯侍女和貴婦。她是格里高利·波將金的姪女和情人，也是葉卡捷琳娜大帝最寵愛的侍女。在葉卡捷琳娜統治期間，她和她的姐妹們一起在俄羅斯宮廷中獲得受青睞的職位，她們被描述為“幾乎等同大公夫人”，也是皇室的榮譽成員。